# 马丁·克利夫斯
马丁·克利夫斯（英語：Mateen Cleaves，1977年9月7日—），美国NBA联盟职业篮球运动员。他在2000年的NBA选秀中第1轮第14顺位被底特律活塞选中。